# Mantella baroni
Mantella baroni is een kikker uit de familie gouden kikkers (Mantellidae). De soort komt endemisch voor op het Afrikaanse eiland Madagaskar.

## Uiterlijke kenmerken

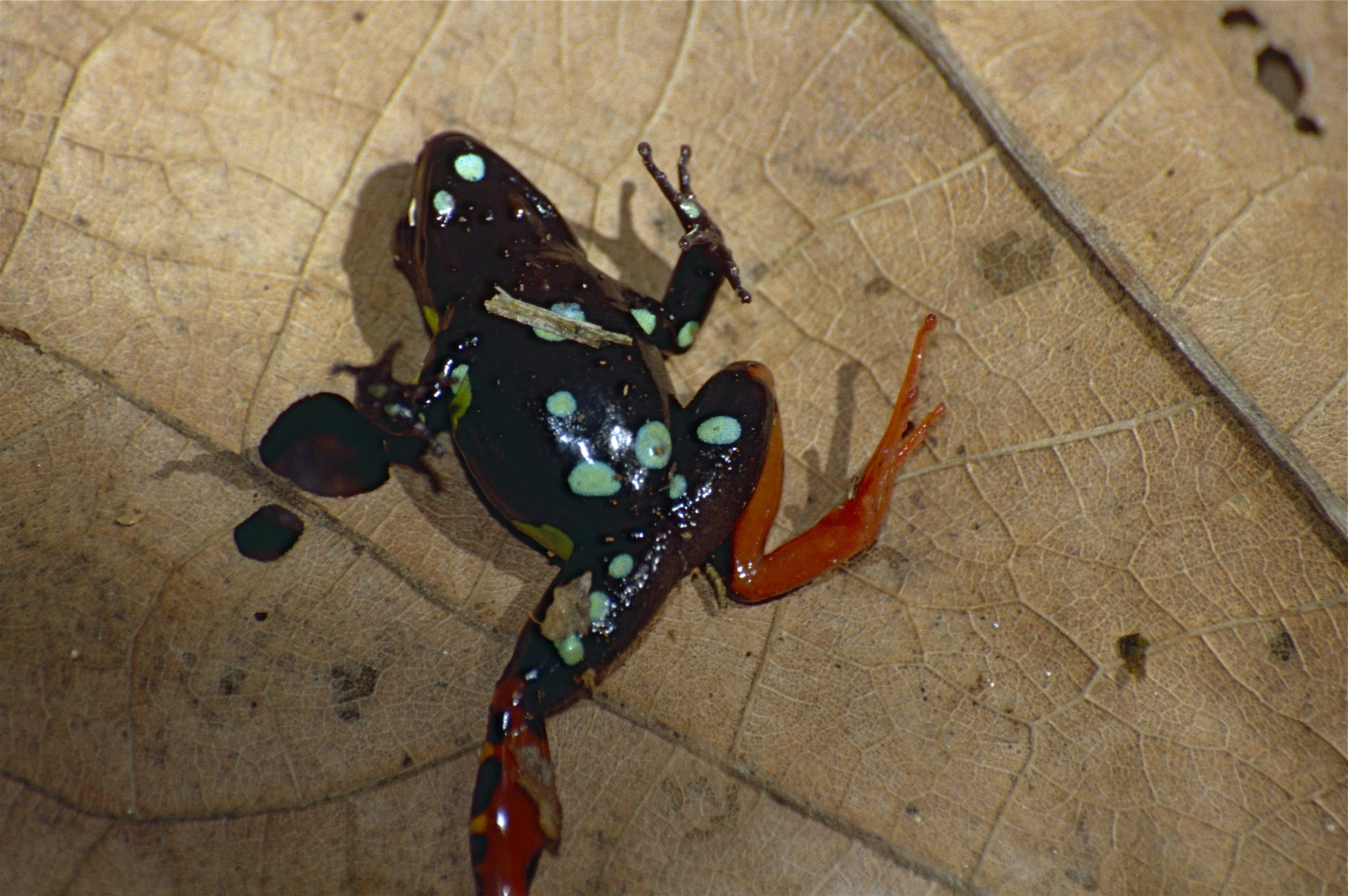
Onderzijde

Mantella baroni is met een lichaamslengte van 22 tot 30 millimeter een relatief kleine kikker. De kop, flanken en bovenzijde zijn zwart, de dijen, voorpoten en een gedeelte daarboven geel tot groen. Het achterbeen en de voet is oranje met zwarte strepen, bij sommige exemplaren is de kleur vrijwel zwart. De zwarte onderzijde, ledematen en keel zijn bedekt met gele tot groenblauwe vlekken. Een lichtgele streep loopt vanaf de snuit tot voorbij de bovenzijde van beide zwarte ogen.
Mantella baroni lijkt sterk op M. madagascariensis, die minder veelvuldig voorkomt. M. madagascariensis heeft echter een groen vlekkenpatroon op de kop en bovenzijde.

## Gedrag en leefwijze
Mantella baroni brengt vrijwel zijn hele leven op het land door, al blijft hij meestal in de buurt van rivieren en stroompjes. De kikker is een dagactieve jager en eet voornamelijk mieren, maar ook andere geleedpotigen. De felle kleuren van M. baroni zijn een waarschuwing voor predatoren dat zijn huid gif afscheidt, een alkaloïde die hij onttrekt aan mijten, mieren en sommige keversoorten.
Mannetjes laten zich overdag horen door korte, luide klikgeluiden. De kikkers paren in tegenstelling tot de meeste kikkersoorten niet door middel van een amplexus (paaromhelzing). Een broedsel kan tot wel 130 eieren bevatten, die het vrouwtje op het land deponeert. Tijdens het regenseizoen spoelt de regen de uitgekomen kikkervissen naar het water, waar ze zich verder ontwikkelen.

## Verspreiding en habitat

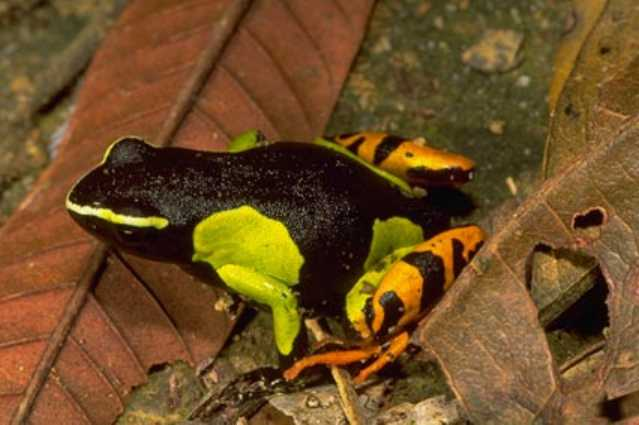
M. baroni in het Nationaal park Ranomafana

Mantella baroni is endemisch op Madagaskar. Hij komt in het oosten van het eiland voor op een hoogte van 600 tot 1200 meter boven de zeespiegel. Deze kikker komt voor in verschillende habitats, zoals moerassen en subtropische en tropische regenwouden, zowel in gebergten als in de laaglanden.

### Status
De soort heeft een groot aanpassingsvermogen en is een talrijke kikkersoort op Madagaskar. Bovendien komt hij voor in een aantal beschermde reservaten, zoals de Nationale parken Ranomafana, Mantadia en Andringitra. M. baroni is derhalve als 'niet bedreigd' (Least Concern) opgenomen op de Rode Lijst van de IUCN. Op de lijst van CITES, een internationale overeenkomst over de handel in dieren en planten, is hij opgenomen in Bijlage II, wat wil zeggen dat voor de export een vergunning moet worden aangevraagd.

## Taxonomie
Mantella baroni werd in 1888 voor het eerst geldig gepubliceerd door de zoöloog George Albert Boulenger. Hij vernoemde de kikker naar de Britse botanicus en geoloog Richard Baron (1847-1907), die 35 jaar in Madagaskar heeft gewoond.
Synoniemen
- Phrynomantis maculatus - Thominot, 1889

Mogelijk is Mantella haraldmeieri ook een synoniem.